# Piotr Nowak (cichociemny)

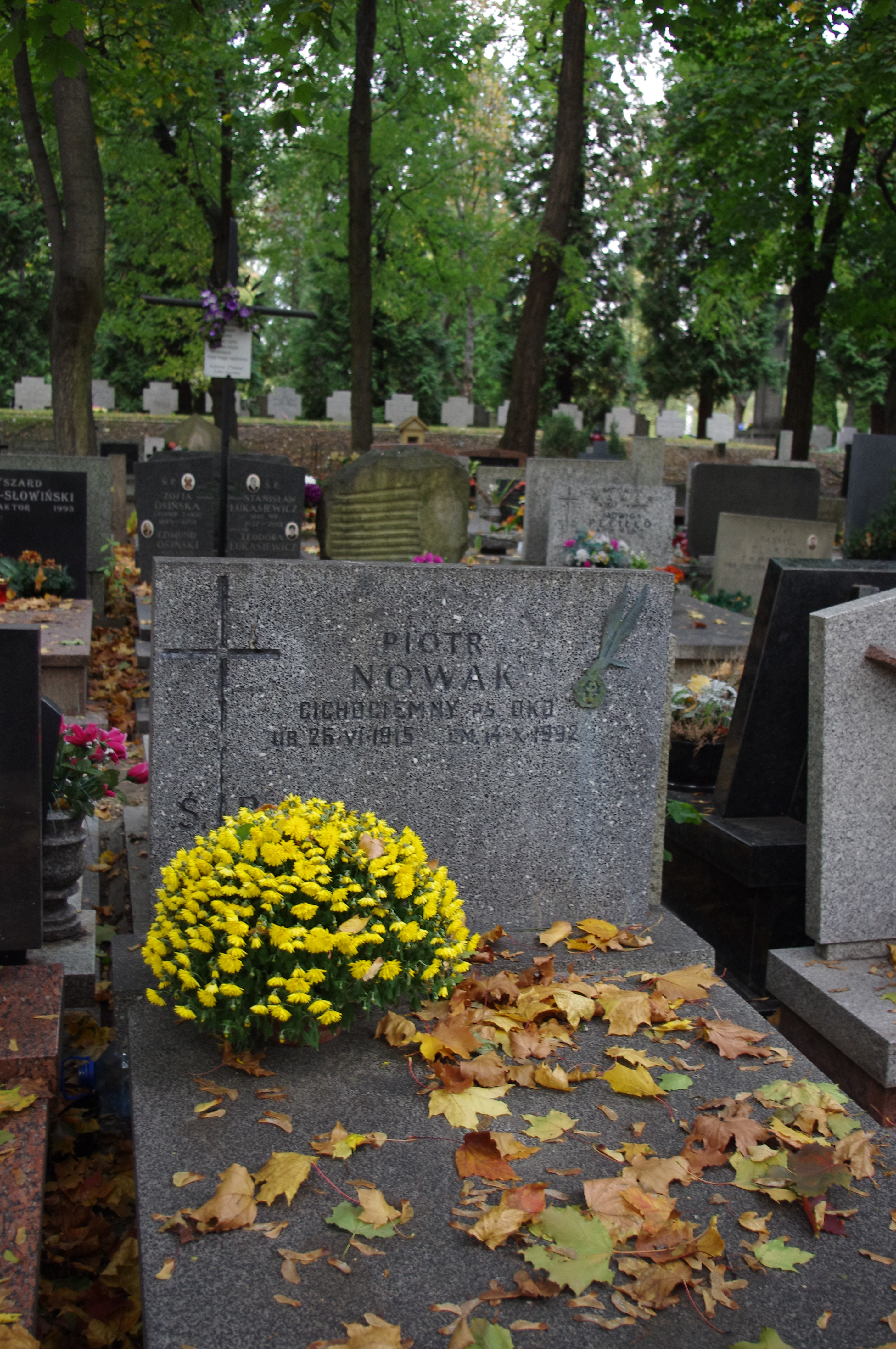
Grób cichociemnego Piotra Nowaka na Cmentarzu Wojskowym na Powązkach w Warszawie

Piotr Edmund Nowak ps. Oko, Piotruś vel Tadeusz Strojny, vel Feliks Gajkiewicz, vel Zdzisław Marchwicki, vel Zdzisław Marcinkowski (ur. 26 czerwca 1915 w Czarnochowicach, zm. 14 października 1992 w Pruszkowie) – polski wojskowy, podporucznik Polskich Sił Zbrojnych, Armii Krajowej, Delegatury Sił Zbrojnych na Kraj, uczestnik kampanii wrześniowej, Powstania Warszawskiego, radiotelegrafista, więzień NKWD, cichociemny, kawaler Krzyża Srebrnego Orderu Virtuti Militari. Znajomość języków: angielski, francuski. Zwykły Znak Spadochronowy nr 1566, Bojowy Znak Spadochronowy nr 1622.

## Życiorys
W 1932 ukończył 6 klasę Gimnazjum im Królowej Jadwigi w Krakowie. Do 1938 służba zasadnicza w 1 Pułku Radiotelegraficznym w Warszawie. Do sierpnia 1939 elektromonter w Domu Bankowym Artura Holzera w Krakowie.
W kampanii wrześniowej 1939 zmobilizowany 24 sierpnia 1939,przydzielony do samodzielnej kompanii łączności 5 Batalionu Telegraficznego w Krakowie 21 Dywizji Piechoty Górskiej w Cieszynie. 21 września przekroczył granicę węgierską, internowany w Inte. Uciekł 26 grudnia w grupie 5 osób przepłynął łódką Drawę, dotarł do Jugosławii, następnie przez Zagrzeb, Wenecję, Mediolan, Modane dotarł do koszar Bessieres w Paryżu (Francja). 28 grudnia 1939 wstąpił do Polskich Sił Zbrojnych na Zachodzie pod dowództwem francuskim, przydzielony do Centrum Wyszkolenia Łączności, oddelegowany do obsługi radiostacji rządowej (łączność z ambasadą R.P. w Sztokholmie), następnie do 30 czerwca 1940 zastępca dowódcy plutonu kompanii łączności 3 Dywizji Piechoty. 
Po upadku Francji ewakuowany z La Rochelle, dotarł 24 czerwca do Plymouth (Wielka Brytania). Wstąpił do Polskich Sił Zbrojnych na Zachodzie pod dowództwem brytyjskim. Od 27 czerwca przydzielony do Centrum Wyszkolenia Łączności, od 1 października w 1 Dywizjonie Pociągów Pancernych w Ipswich (pociąg „C”).
Od 10 grudnia 1941 w Ośrodku Radio Sztabu Naczelnego Wodza w Dover House w Stanmore. Od stycznia 1942 przydzielony do 11 kompanii łączności, następnie od 29 czerwca 1942 w 1 Samodzielnej Brygadzie Spadochronowej.
Zgłosił się do służby w Kraju. Przeszkolony ze specjalnością w radiotelegrafii oraz dywersji na kursach specjalnych dla kandydatów na cichociemnych, m.in. łączności (Centrum Wyszkolenia Łączności), dywersyjno-strzeleckim (STS 25, Inverlochy), łączności (Ośrodek Wyszkoleniowy Sekcji Dyspozycyjnej Oddziału Specjalnego Sztabu Naczelnego Wodza, Auchtertool), spadochronowym (1 SBS, Largo House), walki konspiracyjnej, odprawowym (STS 43, Audley End) i in. Zaprzysiężony na rotę ZWZ/AK w Audley End, awansowany na stopień sierżanta 21 grudnia 1942, przydzielony do Oddziału VI (Specjalnego) Sztabu Naczelnego Wodza. 
Skoczył ze spadochronem do okupowanej Polski w nocy 19/20 lutego 1943, w sezonie operacyjnym „Intonacja”, w operacji lotniczej „Spokeshave”, z samolotu Halifax DT-620 „T” (138 Dywizjon RAF), po starcie z lotniska RAF Tempsford na placówkę odbiorczą „Pies” 712 (kryptonim polski, brytyjskie oznaczenie numerowe pinpoints), w okolicach miejscowości Radzice, 9 km od Odrzywołu. Razem z nim skoczyli: plt Kazimierz Człapka ps. Pionek, ppor. Czesław Pieniak ps. Bór oraz kurier ppor. Jerzy Lerski ps. Jur.
Po skoku aklimatyzacja do realiów okupacyjnych w Warszawie, od marca 1943 przydzielony jako radiotelegrafista do 1 plutonu kompanii radiołączności „Kram” Oddziału V Komendy Głównej Armii Krajowej oraz jako instruktor łączności do kompanii „Omnibus”. Od lipca 1943 przydzielony do Okręgu Lublin AK, pracował na radiostacji „Wanda 28", będącej w dyspozycji oddziału partyzanckiego AK dowodzonego przez por. Aleksandra Sarkisowa ps. Szaruga. Jako pierwszy nawiązał łączność pomiędzy Okręgiem Lublin AK a centralą radiową Oddziału VI (Specjalnego) Sztabu Naczelnego Wodza, tj. radiostacją nr 94 o kryptonimie „Mewa”, zlokalizowaną w Bazie nr 11 w Mesagne przy Via Appia Antica, 15 km od Brindisi. Nawiązywał łączność radiową z okolic Bełżyc, Poniatowej, Kraśnika, Krasnegostawu, Chodla, Niedrzwicy, Tadawca oraz Matczyna.
W listopadzie 1943 wyjeżdżał do Zwierzyńca (powiat zamojski), pomagając w uruchomieniu radiostacji nr 77 obsługiwanej przez cichociemnego por. Mieczysława Kwarcińskiego ps. Leszcz, także do Białej Podlaskiej, gdzie pomagał w uruchomieniu radiostacji cichociemnemu ppor. Stanisławowi Kujawińskiemu ps. Żonkil. W nocy 15/16 kwietnia 1944 jako dowódca radiostacji uczestniczył w operacji lotniczej „Wildhorn I” (Most 1), podczas której na polowym lotnisku w okolicach miejscowości Matczyn, 35 km od Lublina, wylądował samolot Dakota FD-919 „I” (267 Dywizjon RAF). Samolotem przylecieli cichociemni: mjr Narcyz Łopianowski ps. Sarna oraz por. Tomasz Kostuch ps. Bryła. Z okupowanej Polski do Londynu odlecieli: gen. Stanisław Tatar ppłk. Marian Dorotycz-Malewicz ps. Roch, por. Andrzej Pomian ps. Dowmuntt oraz wysłannik Delegata Rządu Zygmunt Berezowski i przedstawiciel Stronnictwa Ludowego Stanisław Ołtarzewski. Za postawę wobec wroga w czasie konspiracji oraz skutecznie przeprowadzoną łączność podczas tej operacji 3 maja 1944 odznaczony Krzyżem Walecznych.
Od maja 1944 w Zgrupowaniu Oddziałów Partyzanckich 9 Pułku Piechoty Legionów AK, dowodzonego przez mjr Stanisława Prusa ps. Adam, w lasach Florianki k. Zwierzyńca. Uczestniczył w nocy 3/4 maja 1944 w przyjęciu zrzutu materiałowego na placówkę odbiorczą „Hipopotam” (Florianka). Od czerwca ponownie w kompanii radiołączności „Kram” Oddziału V Komendy Głównej AK.
W Powstaniu Warszawskim w tzw. II rzucie KG AK. Uczestniczył w uruchomieniu radiostacji powstańczej „Wanda 02" Obszaru Warszawa AK (ul. Moniuszki 9). Od 9 sierpnia do 10 września radiotelegrafista radiostacji „Wanda 03" Komendy Okręgu Warszawskiego AK (ul. Nowy Świat 41, szkoła przy ul. Górskiego, fabryka „Tungsram” przy ul. 6 sierpnia). 27 sierpnia przeszedł kanałami na Stare Miasto, w celu usunięcia awarii radiostacji Grupy „Północ” (ul. Freta), po naprawie powrócił do Śródmieścia. 
10 września wyruszył na Mokotów, 11 września uruchomił radiostację przy ul. Szustra, dowodzoną przez cichociemnego kpt. Tadeusza Burdzińskiego ps. Zenon (Mokotów). 14 września 1944 awansowany na stopień podporucznika. Walczył w Śródmieściu oraz na Mokotowie. 26 września, po ewakuacji z Mokotowa do Śródmieścia, wraz z cichociemnym kpt. Tadeuszem Burdzińskim ps. Zenon, po kilkunastu godzinach wędrówki kanałami, wyszli włazem na ul Dworkowej, osadzeni w niewoli, początkowo Fort Mokotowski, następnie Pruszków, potem obóz jeniecki w Skierniewicach. Po trzech dniach pobytu w obozie uciekł, dzięki pomocy pracownika browaru Adama Kaczorowskiego, który wywiózł go w beczkowozie strażackim służącym do dostarczania wody. Od połowy października 1944 do wkroczenia Armii Czerwonej do Częstochowy w styczniu 1945 dowódca plutonu radiowego Wydziału Lotnictwa KG AK.
Po wojnie pozostał w konspiracji, działał w Delegaturze Sił Zbrojnych na Kraj, przeniósł się do Łodzi, utrzymywał łączność z Oddziałem VI (Specjalnym) Sztabu Naczelnego Wodza. Za całokształt służby 30 września 1944 odznaczony przez Komendanta Głównego AK Orderem Virtuti Militari. 30 maja 1945, wskutek donosu informatora UB ps. Krzak, aresztowany przez NKWD, w miejscu nadawania radiostacji oraz mieszkaniu cichociemnego st. sierż. Edwarda Kowalika ps. Ciupuś. Wraz z nim NKWD aresztowało cichociemnego ppor. Władysława Hauptmana ps. Gapa, a także sierż. Michała Wiśniewskiego ps. Prusak oraz łączniczkę Krystynę Ożarowską ps. Krystyna. Wywieziony do Moskwy, osadzony w więzieniu na Łubiance (miał być świadkiem w procesie szesnastu). Oskarżony o to, że „brał udział w związku mającym na celu obalenie demokratycznego Państwa Polskiego – organizacji A.K.”.
W październiku 1945 przewieziony samolotem do Łodzi, 4 października 1945 zwolniony. 28 września 1945 Wojskowy Sąd Okręgu Łódzkiego w Łodzi orzekł o zwolnieniu na podstawie dekretu o amnestii z 2 sierpnia 1945. Po wojnie cichociemny mjr Tadeusz Burdziński wspominał: „Ppor. łącz. NOWAK Piotr ps. „Oko” (b. sierżant) – podlegał mnie. Aresztowany razem z ppor. Kowalikiem Edwardem przez NKWD w Łodzi w początkach czerwca 1945 r. Zdaje się – nie miał przy sobie kompromitujących materiałów, przy badaniach ładnie się zachował i trzymał. Dnia 18.10.1945 r. był na wolności, gdyż szukał do mnie kontaktu. Zwolniony na podstawie amnestii”.
Od 1946 radiotelegrafista w Polskich Liniach Lotniczych LOT, od 1951 elektromonter w WSS „Społem”, od 3 marca 1952 w Zakładach Przemysłu Skórzanego „Luxbut” początkowo jako elektromonter, następnie do 30 września 1960 jako główny energetyk. Pracował następnie jako magazynier w Zarządzie Ruchu Lotniczego na Okęciu, od 1977 nawigator naziemny w Oddziale Nawigacyjnym. W 1982 przeszedł na emeryturę. Zmarł w Pruszkowie 14 października 1992.

## Awanse
- plutonowy – 1939
- sierżant – 21 grudnia 1942
- podporucznik – 14 września 1944

## Ordery i odznaczenia
- Krzyż Srebrny Orderu Virtuti Militari – 30 września 1944
- Krzyż Walecznych – 3 maja 1944

## Życie rodzinne
Syn Franciszka, górnika kopalni soli w Wieliczce oraz Karoliny z domu Wincencik. W 1945 zawarł związek małżeński z Krystyną z domu Ożarowską (ur. 1923), łączniczką AK ps. Krystyna, aresztowaną przez NKWD, więzioną na Łubiance, zwolnioną 4 października 1945. Mieli córkę Annę Katarzynę (ur. 1953) handlowca, po mężu Kapturkiewicz.
W 1984 zawarł związek małżeński z Adelą z domu Szwejkowską (ur. 1925), urzędniczką, primo voto Kacprzak, obecnie Kacprzak-Nowak.